# Ivette Cintron
Ivette Cintron é uma cantora de merenque porto-riquenha. Entre 1991 a 1997 ela foi casada com o lendário cantor de  merenque dominicano, Toño Rosario.
Cintron também é empresária e esteticista, tendo já sido dona de um salão de beleza em sua mansão em Bayamon, Porto Rico.

## Celebridade e carreira musical
Devido parcialmente ao seu divórcio de Rosario, Cintron se tornou uma celebridade popular em Porto Rico, durante a década de 1990. Ela também lançou uma carreira musical, lançando alguns CDs.

## Vida pessoal
Cintron e Rosario foram casados entre 1991 e 1997. O casal tem um filho chamado Antonio Rosario Jr. Ela também foi casada com um homem chamado Jimmy Solis.